# 杰克逊-格威尔特奖章
杰克逊-格威尔特奖章（英語：Jackson-Gwilt Medal）是由皇家天文学会（RAS）颁发的奖项，设立于1897年。最初的标准是奖励对天文仪器或技术的发明、改进或发展，在观测天文学或天文学史领域的成就。从2017年起，天文学史从该奖项的评奖范围中移除，转移到了一个新奖项——艾格尼丝·玛丽·克拉克奖章。
该奖项以汉娜·杰克逊的名字命名（ 姓Gwilt）。她是约瑟夫·格威尔特（建筑师，皇家天文学会院士）的侄女和乔治·格威尔特（皇家天文学会院士）的女儿，也是奖章的最初捐助者。

## 获奖者名单
主要来源：
- 2017 伊恩·帕里[4]
- 2016 布鲁斯·斯温亚德[5]
- 2015 阿伦·查普曼[6]
- 2014 乔治·W·弗雷泽[7]
- 2013 Vikram Dhillon[8]
- 2012 Joss Bland-Hawthorn[9]
- 2011 马特·格里芬
- 2010 克雷格·麦凯
- 2009 彼得·Ade
- 2008 斯蒂芬·谢克特曼
- 2006 基思·泰勒
- 2004 帕特·华莱士
- 2001 约翰·E·鲍德温
- 1998 亚历山大·博克森伯格
- 1995 Janet Akyüz Mattei
- 1992 理查德·史蒂芬森
- 1989 理查德·埃德温·希尔斯
- 1986 戴维·马林
- 1983 格罗特·雷伯
- 1980 罗杰·格里芬
- 1977 帕特里克·穆尔
- 1974 乔弗里·佩里
- 1971 阿兰·威廉·詹姆斯·考辛斯
- 1968 约翰·盖伊·波特
- 1963 乔治·埃里克·Deacon Alcock
- 1960 弗兰克·贝特森 和 阿尔伯特·F·A·L·琼斯[10]
- 1956 Reginald Purdon de Kock
- 1953 约翰·菲利普·曼宁·普伦蒂斯
- 1949 Algernon Montagu Newbegin
- 1946 哈罗德·威廉·牛顿
- 1942 Reginald Lawson Waterfield
- 1938 弗雷德里克·J·哈格里夫斯 和 Percy Mayow Ryves
- 1935 沃尔特·弗雷德里克·盖尔
- 1931 克莱德·汤博
- 1928 威廉·里德 和 威廉·赫伯特·史蒂文森
- 1923 A·斯坦利·威廉姆斯 和 威廉·萨德勒·弗兰克斯
- 1918 西奥多·E·R·菲利普斯
- 1913 托马斯·亨利·埃斯皮内利·康普顿·埃斯平
- 1909 菲利伯特·雅克·梅洛特
- 1905 约翰·特巴特
- 1902 托马斯·戴维·安德森
- 1897 路易斯·斯威夫特